# Німецька євангелічно-лютеранська громада (Київ)

## Історія та сучасність громади
Сучасна Німецька євангелічно-лютеранська громада в Києві розглядає себе як спадкоємицю старої німецької євангельської громади в Києві. 
Уперше лютеранське богослужіння для невеликої німецької громади в місті німецький пастор провів у серпні 1767 року. Богослужіння відбулося в першій громадській аптеці міста (з 1988 року — музей-аптека на Подолі). Її власником був німець Гайтер, що отримав привілей на відкриття аптеки від російського царя. Його зять Георг Фрідріх Бунге, також аптекар, був засновником київської громади.
Перша письмова згадка про громаду подана в «Історії життя і подорожей» Йоганна Якоба Лерхе, виданої в Галле в 1791 році. Головним джерелом для історії громади служить книга Ніколауса Неезе (1819—1889), аптекаря й ад'юнкт-професора Київського університету «Історія євангелічно-лютеранської церкви та громади у Києві», видана в 1882 році німецькою мовою.

## Заснування громади
Першими членами громади в Києві були аптекар зі своєю родиною, а також ремісники і військові. Першим пастором громади став Крістоф Леберехт Граль. Він приїхав працювати у аптекаря Бунге домашнім вчителем. Парафіяни довірили йому бути їх духовним лідером, попри те, що у нього не було спеціальної теологічної освіти. Граль залишив детальний звіт про життя парафії з 1 серпня 1767 року.
Кількість парафіян була незначною і разом з німецькими колоністами-мандрівниками становило близько 300 осіб. 
У 1787 році до Києва прибула імператриця Катерина II. Під час свого перебування вона призначила пастору Гралю і його наступникам щорічну платню в 300 рублів. Натомість громада мала сприяти оселенню в Києві німецьких колоністів, фабрикантів, ремісників і купців.
Засновник громади, аптекар Георг Фрідріх Бунге, помер у 1792 році. 30 березня 1799 року у віці 57 років, після 32 років проповідницького служіння помер також пастор Граль.
30 листопада 1799 київським пастором став Вільгельм Фердинанд Бауершмідт. У ті роки німецька громада значно збільшилася завдяки перенесенню до Києва щорічного ярмарку, званого Контрактовим. 
За економічні питання громади відповідали Крістіан Мюллер, Йоганн Юст Карл, Йоганн Еммануель Бергер. Титарями були в 1798 році аптекар Фрідріх Бунге, в 1805 році архітектор Йоганн Хельмер, в 1806 році знову Бунге і в 1807 році придворний радник Г. А. Фурманн.
Пастор Бауершмідт помер після тривалої хвороби в 1810 році, у віці 44 років і на одинадцятому році свого пасторського служіння. Турботу про громаду взяв на себе Андреас Бунге, обраний тепер церковним старійшиною.
За переписом 1811 року в громаді нараховувалося 318 чоловік у 138 сім'ях. З-поміж них були 49 військових, тобто третина громади, зокрема три генерали, і 51 цивільний чиновник. Окрім того, налічувалося 28 осіб ученого стану, 15 купців, 13 художників і фабрикантів і 126 ремісників, серед них шість кравців, чотири шевця, п'ять ковалів, вісім сідлярів, п'ять каретників, сім столярів і два пекарі.

## Розвиток громади на «Німецькій горі»
Під час масштабної пожежі 1811 разом з усім Подолом згоріла також дерев'яна лютеранська церква.
На початку березня 1812 року до Києва прибув пастор Юст Фрідріх Ейсман.
Громада купила тоді у міської влади велику ділянку землі, яка отримала назву «Німецька гора». 1812 року тут звели нову дерев'яну церкву. Навколо виросли будинки київських німців. Був побудований також пасторський будинок і господарські будівлі, влаштовано цвинтар, Пізніше заснували школу та Будинок для бідних.
У 1834 році в Києві було відкрито університет. Оскільки спочатку бракувало вітчизняних викладачів, деякі німці з громади займалися викладацькою діяльністю.
1835 року посеред ділянки між церквою і пасторським будинком була прокладена крута вулиця вниз з гори до Хрещатика. Вулиця отримала назву Лютеранська.
1833 року запровадили кодекс «Церковне укладення». Набрав чинності дійсний для всіх громад порядок богослужінь.
24 квітня 1842 за станом здоров'я вийшов на пенсію Ейсман. Але він продовжував вести справи до початку наступного року. 10 липня 1846 пастор Ейсман помер у віці 78 років. Його онук Густав Адольф Ейсман, що народився в 1824 році, став професором права в Київському університеті, а згодом — міським головою Києва.

## Десятиріччя зростання громади

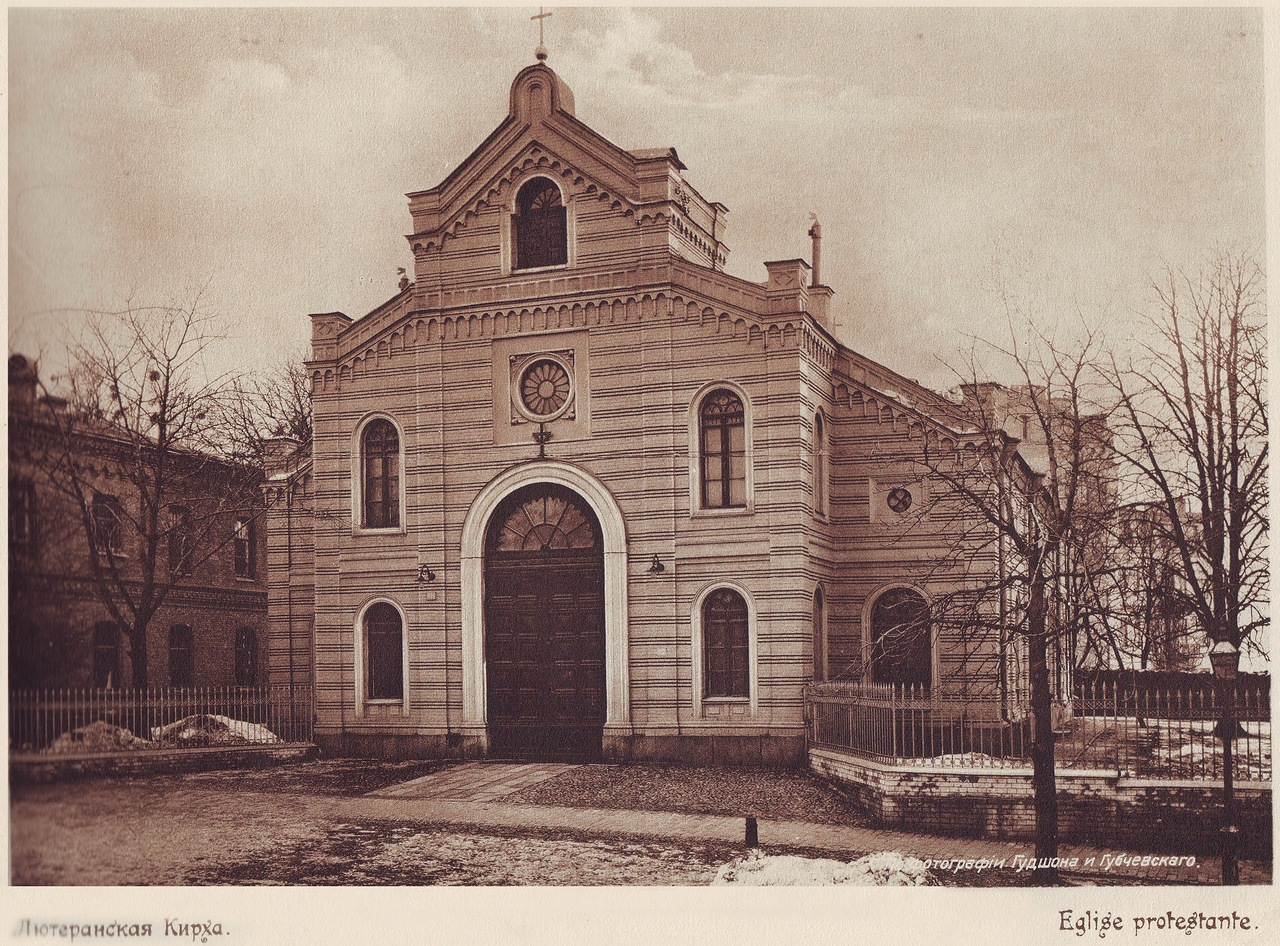
Кірха святої Катерини у Києві, 1911 рік

1838 року у громади вилучили цвинтар, що використовувався нею протягом 26 років, а на її місці збудували фортецю. Для кладовища віділили ділянку на Байковій горі.
Значною подією в житті громади була споруда кам'яної  кірхи святої Катерини, яку змогли освятити в серпні 1857 року.
1843 року пастором громади обрали Йоганна Готфріда Абеля. З початком служби пастора Абеля фінансове становище церкви значно покращилось. Відбулося зростання громади. Пастор Абель проводив у середньому 65 хрещень і 36 поховань на рік. Кількість щорічних конфірмандів становила від 17 до 53, щорічно вінчалися від 8 до 23 пар. 
Наприкінці січня 1859 пастор захворів на запалення легенів і помер 5 лютого у віці 58 років. Із Санкт-Петербурга приїхав помічник пастора Олександр Свенсон, який був присланий консисторією як вікарій, і пізніше заступив на посаду пастора. Він помер 28 листопада 1873, доживши лише до 44 років.
З вересня 1873 хворого пастора Свенсона заміщав пастор Фрідріх-Вільгельм Вазем. 17 червня 1874 року влада призначила Вільгельма Вазема пастором у Києві. 28 липня він був введений в посаду своїм братом пастором Генріхом Ваземом із Житомира.
Фрідріх-Вільгельм Вазем служив у Києві до 1908 року. З 1873 до 1886 року він був також викладачем релігії у всіх київських гімназіях, в Інституті шляхетних панянок і в Кадетському корпусі. Він помер 15 квітня 1911 року в Києві.

## Труднощі й успіхи в організації шкільної освіти
Кількість членів громади постійно зростала. Пастор Ейсман намагався організувати церковну школу. 10 листопада 1852 школа була урочисто освячена й отримала назву школи святого Мартіна. Щорічно в день святого Мартіна влаштовувалось свято.
1861 року громада приступила до будівництва власної шкільної будівлі. 13 червня 1862 був закладений фундамент цього будинку. Освячення провів тодішній суперінтендент Ріхтер, який саме був у Києві з візитом. Будівництво шкільної будівлі було успішно закінчено в липні 1864 і у вересні 1864 її вдалося відкрити, отримавши на це державний дозвіл. У наступні роки кількість учнів зросла до 120 (1869). В одній частині будівлі розміщувалась гімназія для дівчаток, у другій — школа святої Катерини для хлопчиків.

## Громада в переломні революційні роки

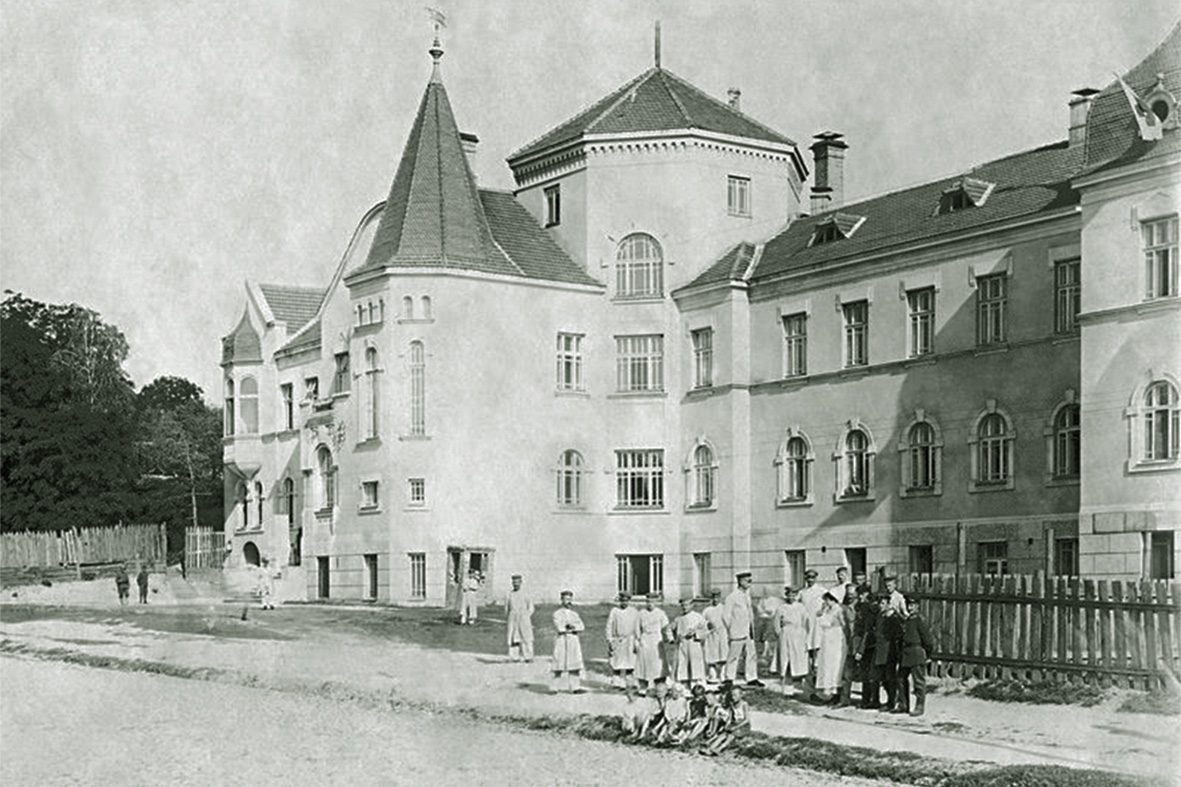
Лікарня лютеранської громади

У 1909 році до Києва приїхав пастор Юнгер. 1913 року на кошти громади збудували Лютеранську лікарню.
З початком Першої світової війни 1914 року погіршилося становище не тільки німецьких підданих, що проживали в Росії, але і російських підданих німецького походження. У той час, коли пастор Юнгер служив у церкві святої Катерини, Київ став навіть тимчасово резиденцією церковного керівництва, а сам Юнгер — керівною духовною особою незалежної лютеранської церкви в Україні.
Після всіх подій, які пережила Україна та лютеранський рух у тому числі, пастор Юнгер у серпні 1921 року залишив Київ і виїхав до Берліна. 
У 1923 році він поїхав далі до Швеції. Там він протягом багатьох десятиліть користувався високим авторитетом як пастор і помер в 1963 році у місті Нючепінг.
У січні 1919 року український радянський уряд у Харкові видав декрет про відокремлення церкви від держави. Все церковне майно було оголошено народною власністю, однак у пункті 13 вказувалось, що «для богослужбових цілей певні будівлі та предмети за особливим рішенням влади можуть бути передані релігійним громадам у безоплатне користування». Громада використала цю можливість і подала клопотання про використання будівлі церкви громадою. Клопотання громади було задоволене. Щоб зареєструвати громаду, 9 серпня 1920 церковна рада надала до губернського ревкому новий статут, інвентарний перелік із 194-х предметів для богослужінь і список членів церковної ради. Серед 13 членів церковної ради були також два пастори: Генріх Юнгер і Ріхард Кьонінгсфельд. Ріхард Кьонінгсфельд з 1914 року служив у Києві помічником пастора, з 1920 до 1932 — пастором. 4 жовтня 1932 він помер.
23 березня 1919 Лютеранська вулиця була перейменована на вулицю Енгельса. Лютеранська кірха була оголошена народною власністю, але її дозволяли використовувати як церкву ще майже двадцять років. Однак церква поступово занепадала.

## Загибель Київської громади у добу сталінського терору
Розкуркулення, насадження колгоспної системи, антирелігійний терор і заходи першого п'ятирічного плану (1928—1933) вдарили по євангелічних громадах у Києві й Одесі, а також у селах уздовж Чорноморського узбережжя.
В добу антирелігійної боротьби почав своє служіння останній пастор київської громади Йоганн Герінг, незадовго перед її розпуском. Після ординування він служив з 1930 до 1935 року пастором у Києві, з 1933 до 1935 року він згадується також як пастор в Новоград-Волинському. Після 1935 року його заарештували і засудили до смертної кари, однак пізніше страту було замінено на 10-річне заслання до Карелії. Там він осліп і помер від голоду. Таким чином останній київський пастор вважається вірянами мучеником Євангелічної віри в роки комуністичного терору.

## Нова історія громади
На зламі 1980-х — 1990-х років у Радянському Союзі відбулися значні демократичні перетворення. Представники різних національностей і віросповідань, раніше гнані режимом, змогли скористатися повернутими їм правами.
У вересні 1989 року в Києві відбулася перша всеукраїнська конференція «радянських німців», на якій німці всієї України висловили бажання відродити свої традиції, здебільшого втрачені за роки радянської влади. Одне з рішень, ухвалене вже через кілька днів на зборах німців Києва, передбачало відродження євангелічно-лютеранської громади та вжиття заходів з повернення церкви.
Займатися цим питанням було довірено Іді Іванівні Вельш, адже вона ще до революції була хрещена і пізніше конфірмірована в німецькій євангелічно-лютеранської церкви на Волзі. І Діана Юхимівна Євдокименко, яка висловлювала великий інтерес до нового основи громади, походила з однієї з таких громад.
У листопаді того ж 1989 року пані Євдокименко і пані Вельш поїхали до Риги. Там вони зустрілися з єпископом Харальдом Калніншем, головним духовним пастирем знову заснованої лютеранської церкви в Радянському Союзі. Єпископ Калнінш дав їм важливі поради та своє благословення на заснування громади.
Після повернення було розпочато збір підписів для реєстрації громади та навесні 1990 року на чергових зборах «Відергебурт» було зібрано вже 42 підписи за основу лютеранської громади в Києві.
Громаду вдалося зареєструвати лише в грудні 1990 року. Статут громади був зареєстрований у вересні 1991 року. В його основу було покладено старий статут, який відшукали в одному з архівів міста. Потім було обрано раду громади у складі шести осіб — першу у новій історії громади. Діана Юхимівна Євдокименко була заслужено обрана першою головою ради, а Іда Іванівна Вельш, найстаріший член громади, увійшла до раду.
Протягом 1990 року були зроблені перші кроки в духовному житті громади. З Латвії поштою надходила необхідна література: Біблії, катехізис і пісенники.
У цьому році почали проводитися богослужіння, але поки що час від часу, адже першим проповідником був семінарист з Риги — Костянтин Мамбергер, а він не міг приїжджати часто. Коли ж він приїжджав, всі члени громади по телефону запрошувалися на богослужіння. Проте, щоб проводити служби в стінах церкви, з адміністрацією розташованого там музею вдалося домовитися лише до початку 1991 року. До цього вони проводилися там, де вдавалося знайти приміщення.
У вересні 1990 року в рамках співпраці між містами-партнерами до Києва приїхала група з Мюнхена. Коли продекан д-р Гельмут Рувандл, що входив до складу групи, дізнався, що в Києві є німецька євангелічно-лютеранська громада, він висловив бажання зустрітися з її членами. Розмова відбулася за кілька днів. У ньому взяло участь приблизно 12 членів громади.
У 1991 році богослужіння проводилися все ще дуже нерегулярно, але тепер уже в невеликому виставковому залі музею, що розміщувався в нашій церкві. У тому році предіканом доктором Рувандлом, професором Георгом Кречмаром із Санкт-Петербурга і пастором Адольфом Вінтером з Мюнхена було проведено кілька богослужінь.
У жовтні 1991 року відбувся організований за ініціативою предіканта Рувандла візит активістів київської громади до Мюнхена, який повинен був ознайомити їх з життям німецьких лютеранських громад, їх структурою і діаконічною діяльністю.
У листопаді того ж 1991 року три делегати від громади взяли участь в роботі конференції всіх християнських конфесій України. Гостем конференції був також, обраний через місяць Президентом України, Леонід Кравчук. Він заявив, що всі церкви повинні бути повернуті громадам якнайшвидше. 
З приїздом у травні 1992 року пастора Ганса-Мартіна Негельсбаха з Аугсбурга почався час становлення громади.